# Masters de Hamburgo 2003
El Abierto de Hamburgo de 2003 fue un torneo de tenis jugado sobre tierra batida, que fue parte de las Masters Series. Tuvo lugar en Hamburgo, Alemania, desde el 12 de mayo hasta el 18 de mayo de 2003.

## Campeones

### Individuales
Guillermo Coria vence a  Agustín Calleri, 6–3, 6–4, 6–4

### Dobles
Mark Knowles /  Daniel Nestor vencen a  Mahesh Bhupathi /  Max Mirnyi, 6–4, 7–6 (12–10)